# Tejado cónico

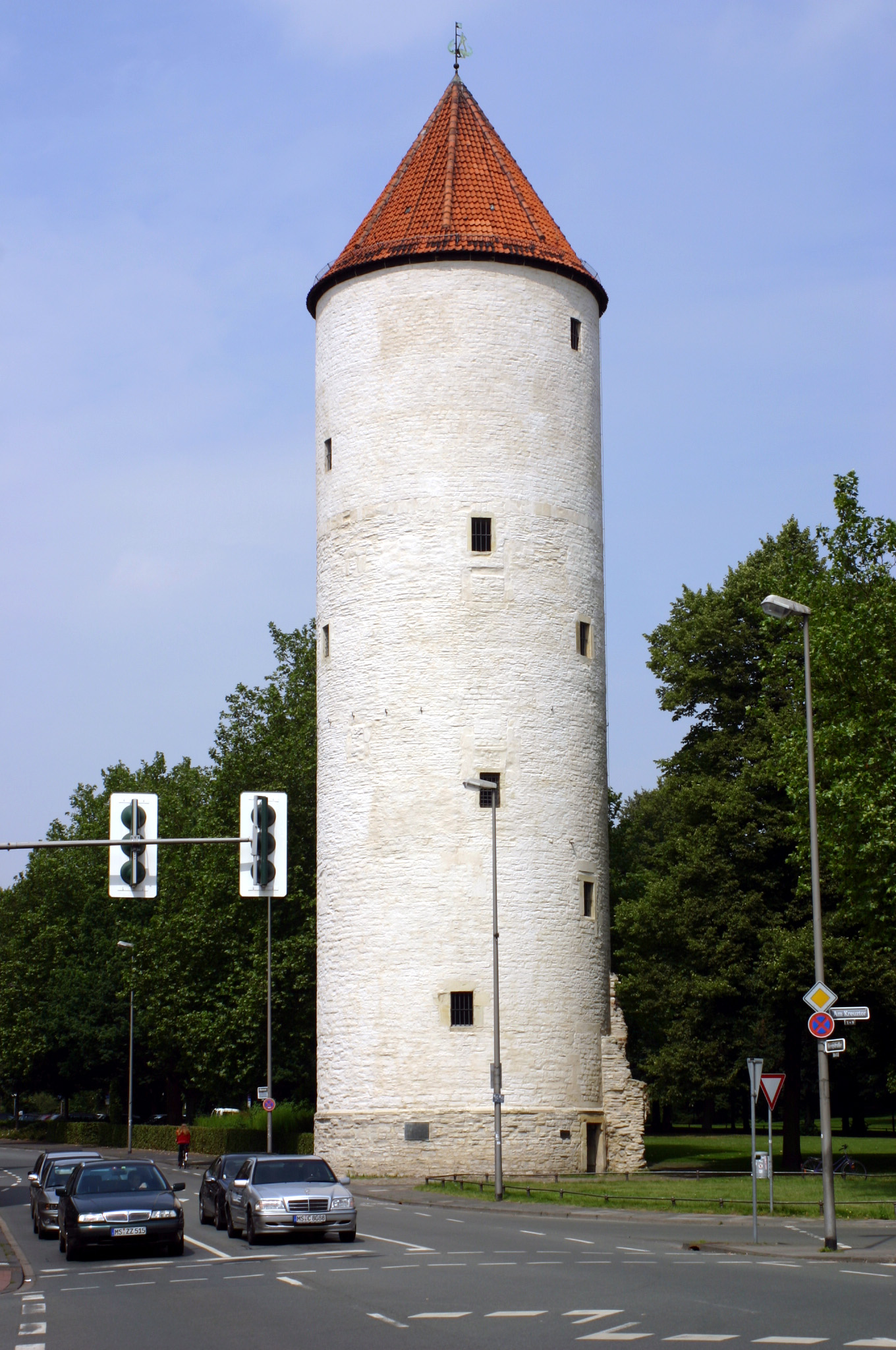
Buddenturm, torre defensiva del de Münster, Alemania.

Un tejado cónico es un tipo de tejado, circular en planta y que se eleva para terminar en un punto, formando en conjunto la figura de un cono regular.

## Distribución
Los techos cónicos se encuentran con frecuencia en la parte superior de las torres de fortificaciones y castillos de las ciudades medievales, donde pueden asentarse directamente sobre la pared exterior de la torre (a veces sobresaliendo más allá para formar aleros) o formar una superestructura sobre la plataforma de combate o terraza de la torre. Este último requirió el uso de canalones para conducir el agua por encima de los muros, como en la Alter Krahnen de Andernach. En este caso, el techo cónico estaba rodeado por un muro de protección, un parapeto o  almenas. Estos techos cónicos se construían generalmente con una estructura de soporte con entramado de madera cubierta con pizarra; más raramente estaban hechos de mampostería. 
Una pequeña torreta circular o tourelle con un techo cónico se llama torreta de pimentero o poivrière.
Hoy en día, los techos cónicos se utilizan con mayor frecuencia en áreas rurales, ya sea para edificios circulares o cuadrados pequeños. Son fáciles de construir con materiales disponibles localmente y a un costo relativamente bajo.
Los techos cónicos se utilizan ampliamente en la arquitectura de iglesias armenias y georgianas.

## Galería

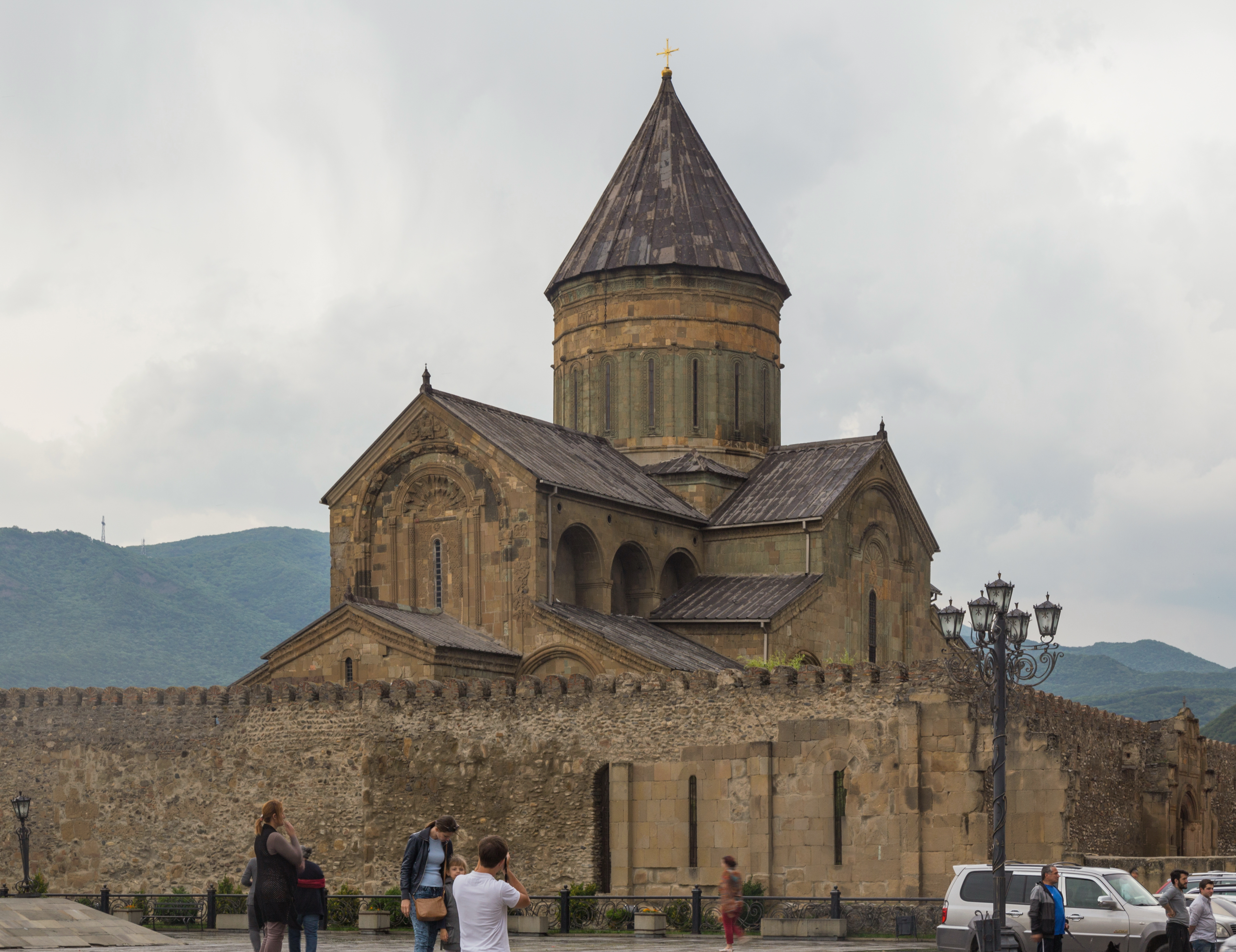
Catedral de Svetitsjoveli, Georgia.
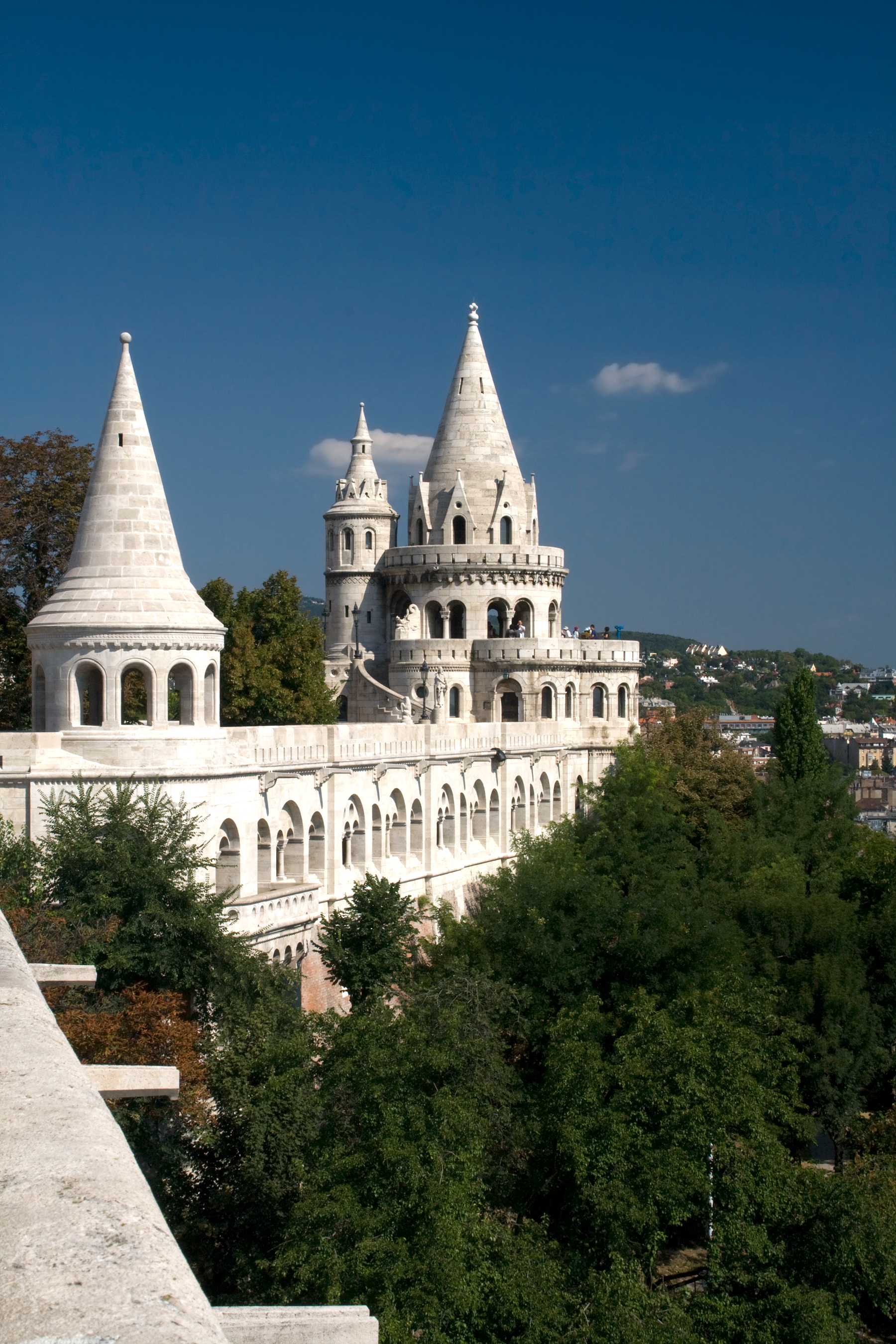
Bastión de los Pescadores, Hungría.
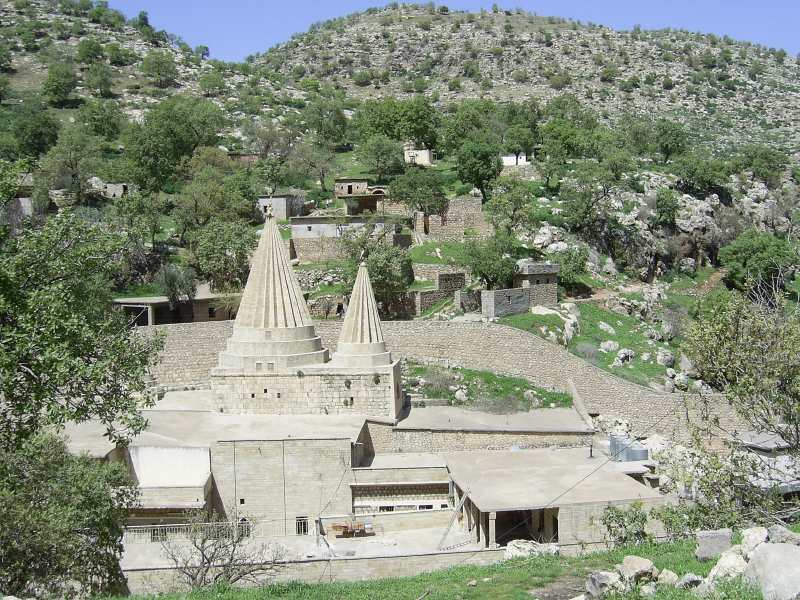
Santuario yazidí de Lalish, Irak.
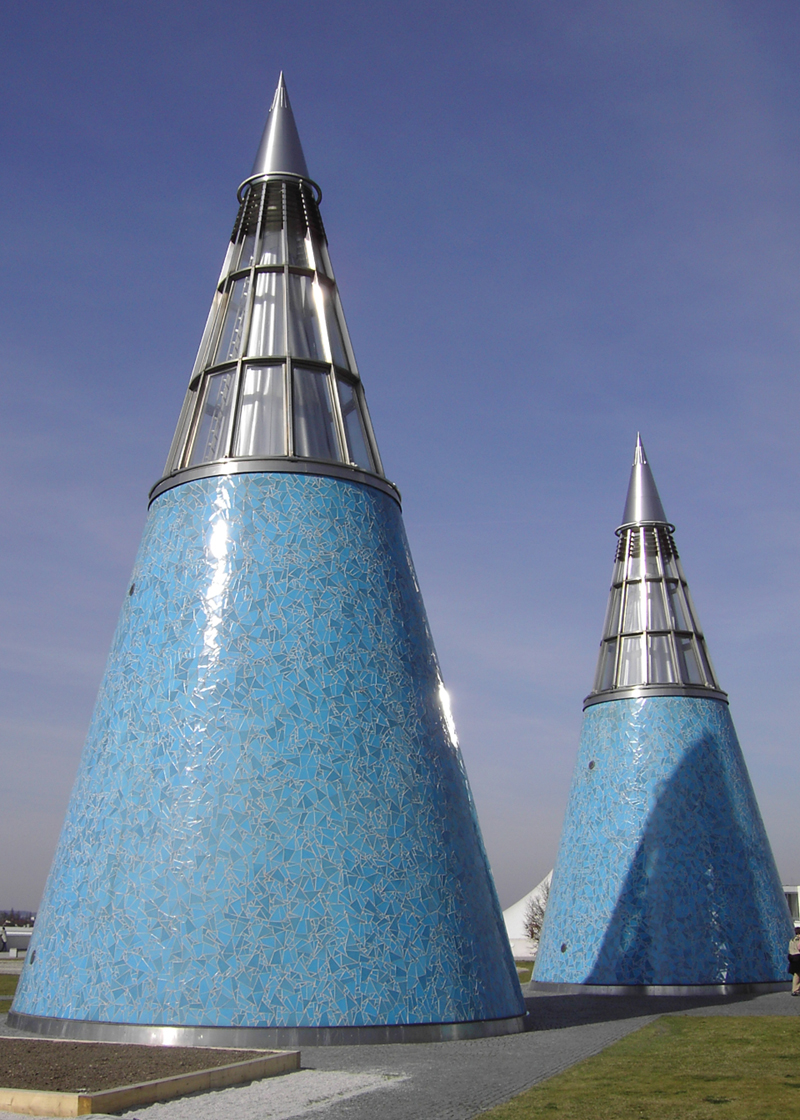
Tejados cónicos modernos en el Bundeskunsthalle, Alemania.

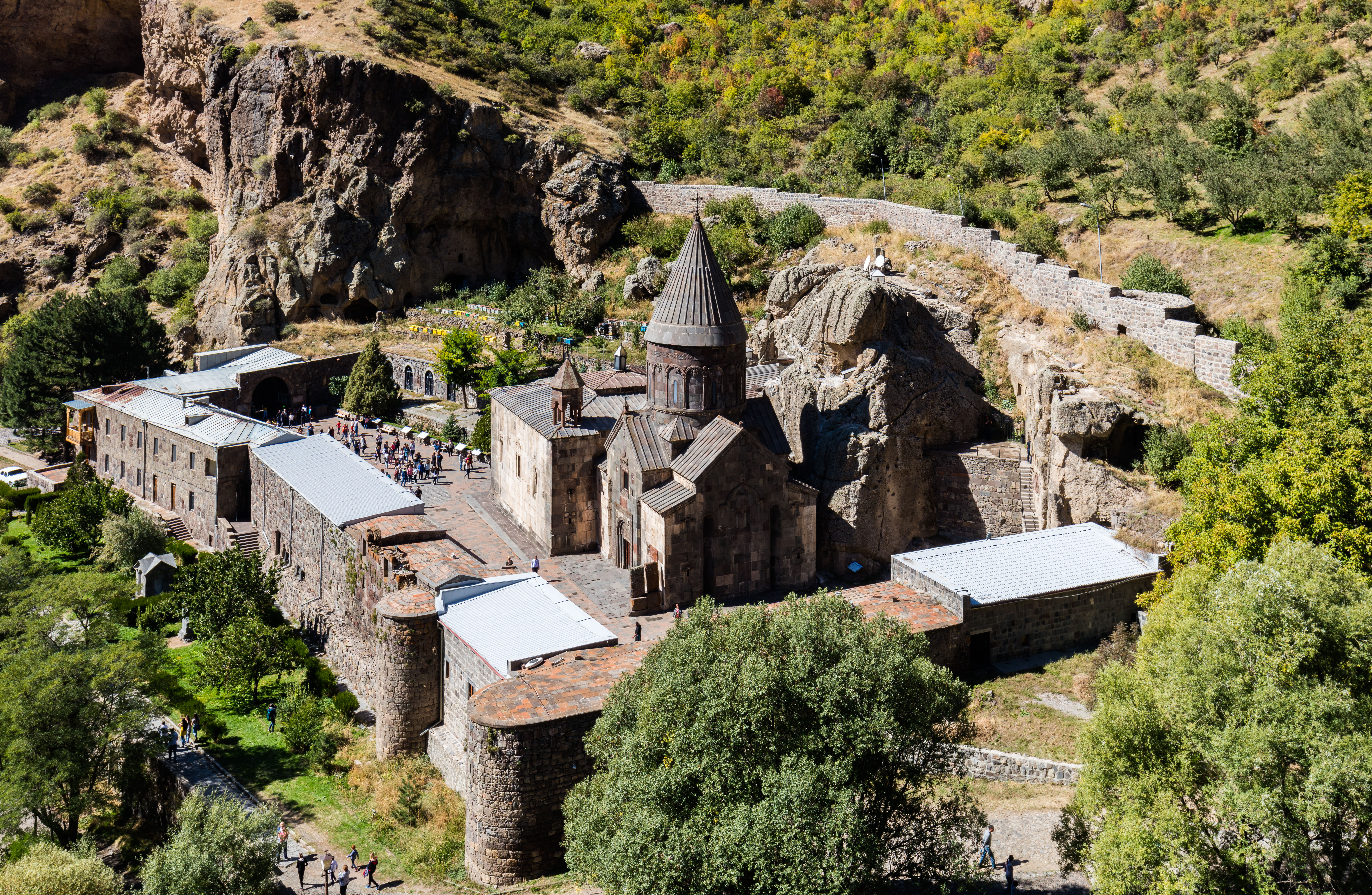
Monasterio de Geghard, Armenia.
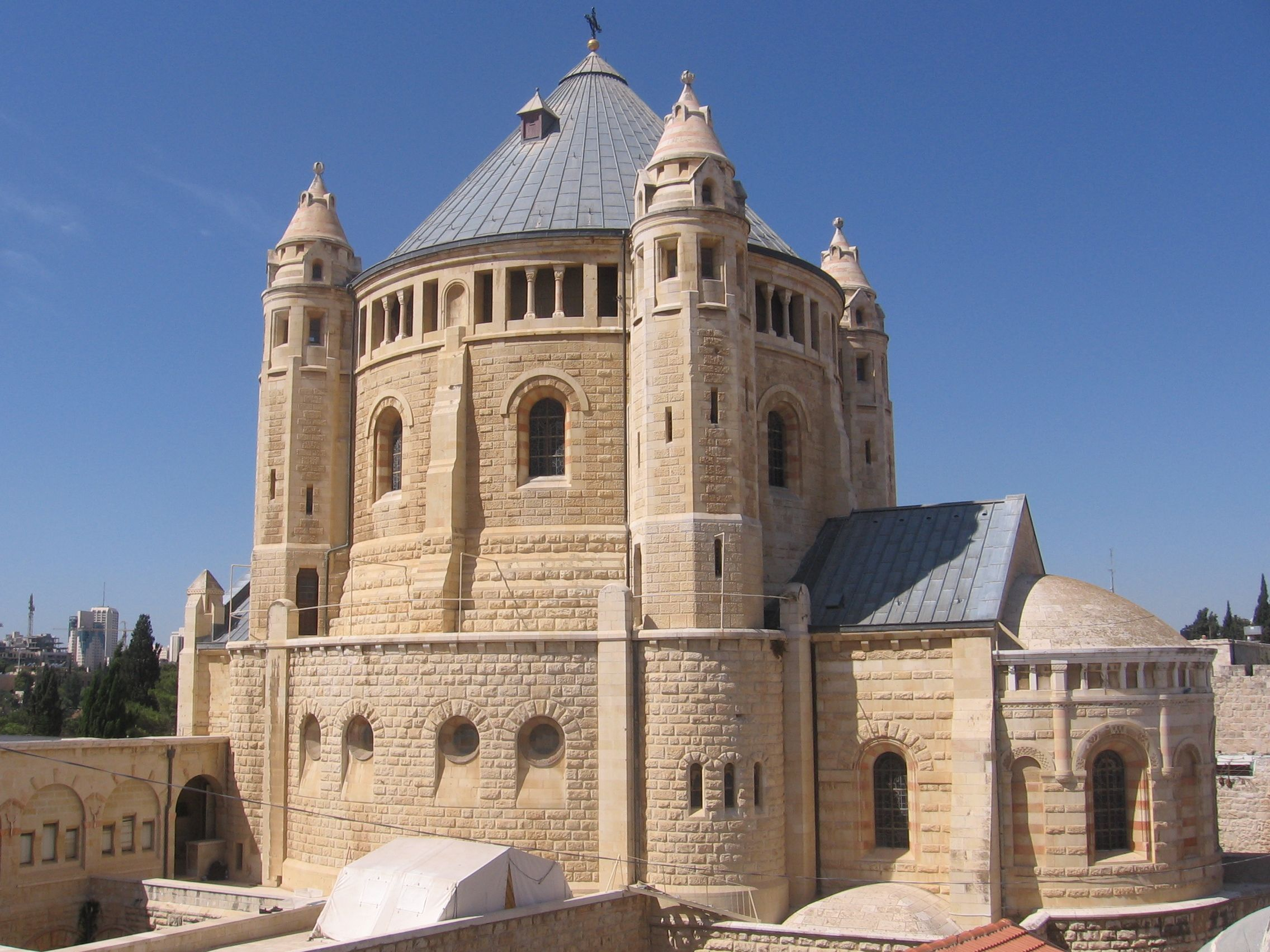
Abadía de Hagia María, Israel
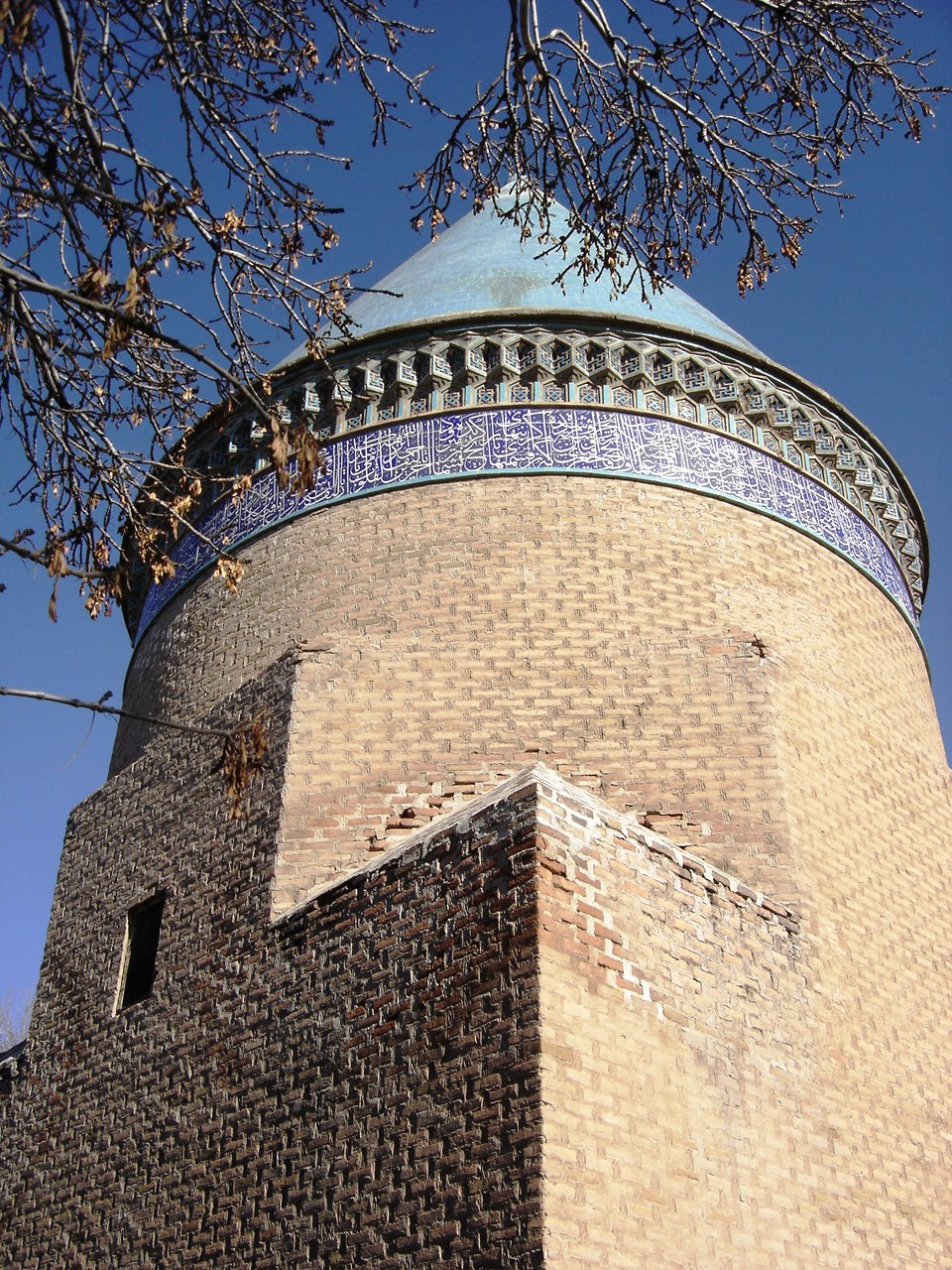
Tumba de Hamdallah Mustawfi, Irán
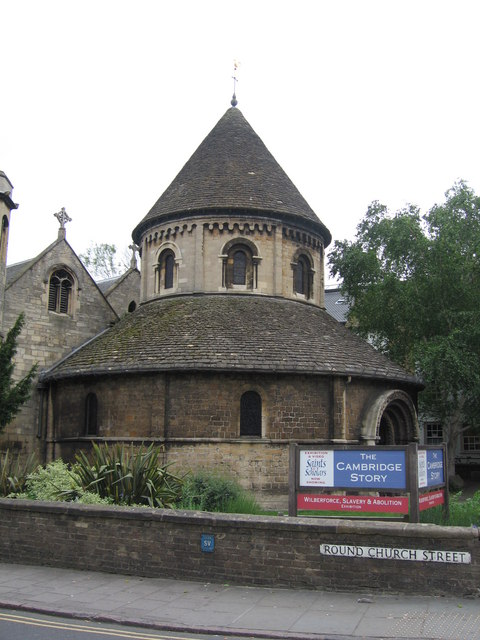
Iglesia del Santo Sepulcro, Inglaterra.

## Referencias

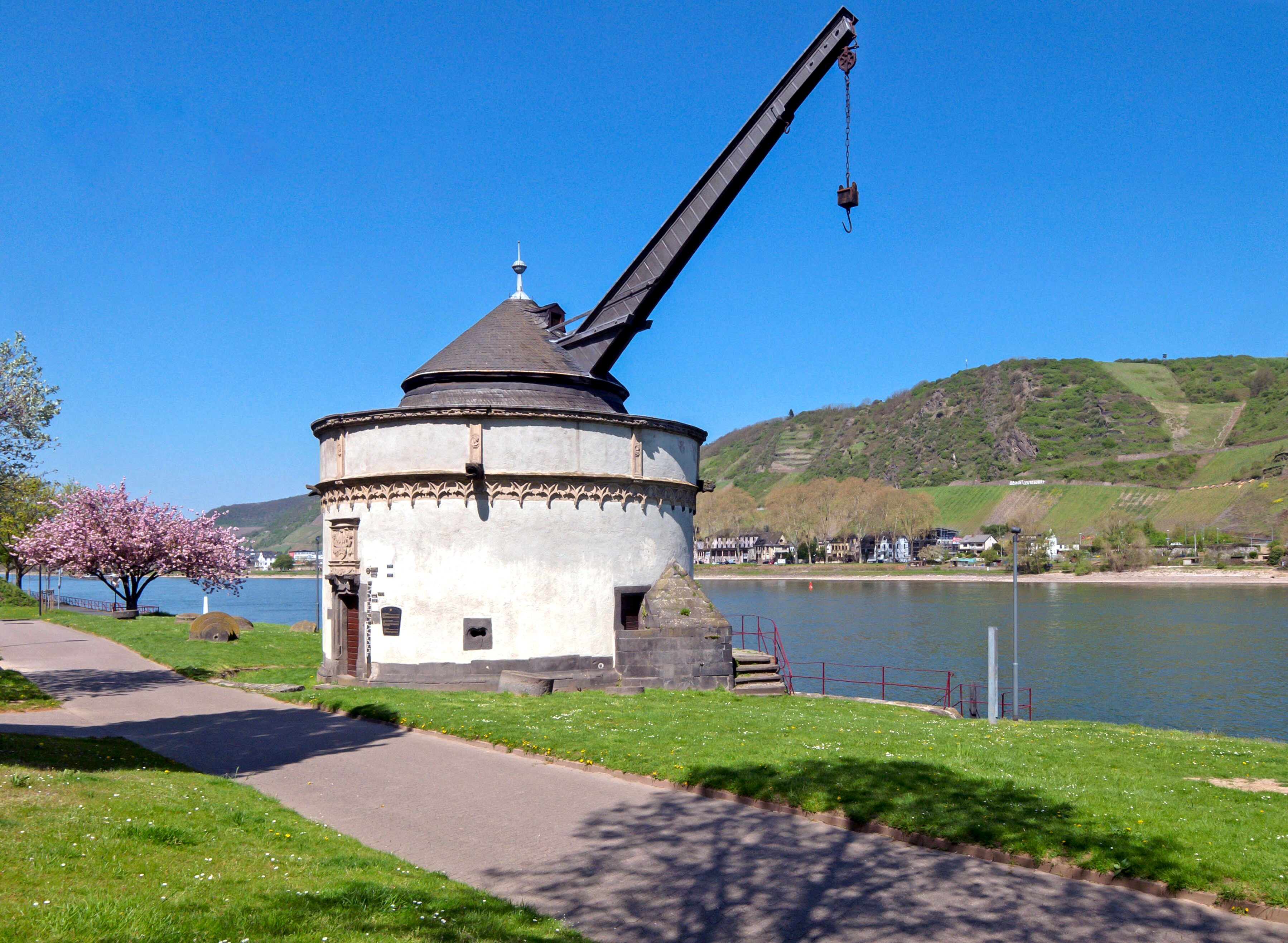
Alter Krahnen de Andernach.